# Rudka (dopływ Krzny)
Rudka (Rutka, Białka) – rzeka, prawy dopływ Krzny, o długości 27,49 km i powierzchni zlewni 159,98 km².
Rzeka wypływ z Kanału Wieprz-Krzna w okolicach wsi Żelizna w województwie lubelskim. Płynąc na północny wschód, mija miejscowości Wólka Korczowska i Burwin a potem przechodzi pod drogą wojewódzką nr 812. Następnie od strony południowej omija Białą Podlaską, wieś Wólkę Plebańską i po paru kilometrach wpada do Krzny.
Rzeka występuje w powieści Wiesława Myśliwskiego Traktat o łuskaniu fasoli.